# Brücke Jülicher Straße
Die Brücke Jülicher Straße ist eine Straßenbrücke in Düsseldorf, die die Jülicher Straße über die Eisenbahngleise und über die anstelle des früheren Güterbahnhofs angelegte Toulouser Allee führt und mit der Grunerstraße verbindet.
Die Brücke wurde 1963 eröffnet. Sie hat vier Fahrspuren und zwei breite Gehwege. Heute ist die Mitte der Brücke durch zwei Verbindungsrampen mit der unter ihr hindurchführenden Toulouser Allee verbunden. Sie ist insgesamt 162,30 m lang, ihr Hauptfeld hat eine Spannweite von 98,7 m und die beiden Seitenfelder von je 31,8 m.

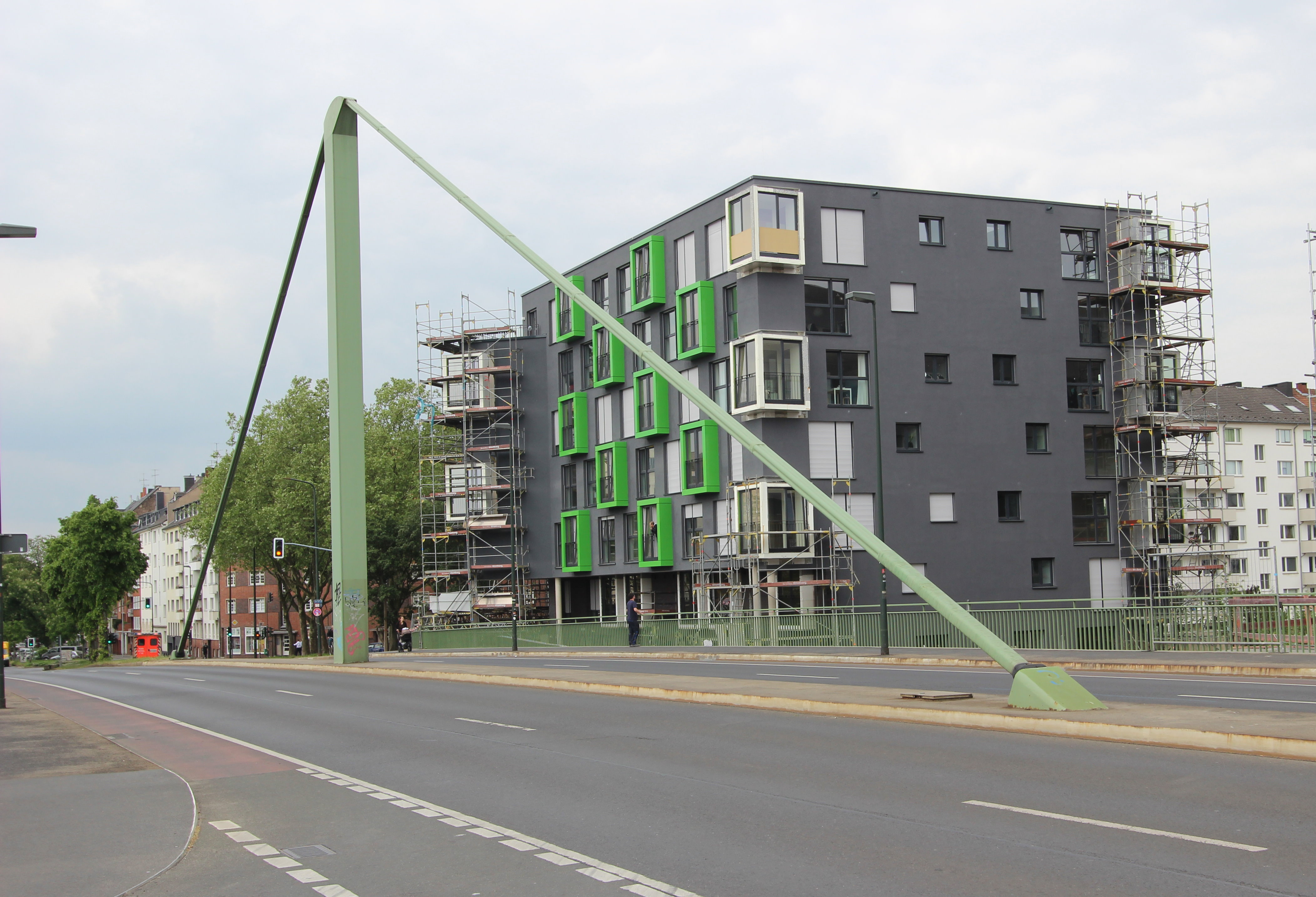
Einer der beiden zentralen Pylone

Die Schrägseilbrücke hat ein 26,4 m breites Brückendeck aus einer orthotropen Platte und einem Stahl-Hohlkasten mit weiten Auskragungen. Anstelle konventioneller Pylone hat sie zwei senkrechte stählerne Stiele auf der Mittellinie der Brücke, die mit dem Brückendeck biegesteif verbunden sind, es um 16,5 m überragen und an ihrer Spitze einen Kabelsattel für die Schrägseile tragen. Das somit an insgesamt nur zwei über diese Stiele geführten Seilen aufgehängte Brückendeck wurde beim Bau auf der Straße hergestellt und abschnittsweise eingeschoben.